# Vicente Rovetta Pedroncino
Vicente Jacinto Rovetta Pedroncino (Nueva Palmira, 25 d'agost del 1925 - Montevideo, 2018) fon un periodista i sinòleg uruguaià.
Exercí com a periodista des de finals de la dècada del 1940. Vinculat a l'esquerra, a la dècada del 1960 funda en Montevideo la llibreria i posteriorment editorial Nativa, amb la qual distribuiria publicacions vinculades a la República Popular de la Xina i al maoisme. Col·laboraria i publicaria moltes publicacions realitzades per China International Bookstore.
Per la seua vinculació amb la Xina Comunista, la llibreria va ser atacada per paramilitars en dos ocasions, i la família va ser perseguida pels militars uruguaians. S'exiliaren a l'Argentina després del colp d'estat del 1973, on també foren perseguits per motius polítics. En el context de l'Operació Còndor, el novembre del 1974 fon detingut, romanguent en presó fins al febrer del 1975. Fou alliberat i expulsat del país, exiliant-se al Perú per uns pocs mesos.
El 7 de juliol del 1975 es mudaria a la Xina, per a treballar a l'editorial de llengues estrangeres de Beijing, on hi treballaria fins 1986. Durant aquella dècada, els membres de la seua família foren els únics uruguaians que residien al país. Va ser President Honorari del Centro de Integración Cultural Uruguay-China, i va ser rebut en persona per Mao Zedong i Zhou Enlai. El seu fill, Pablo Rovetta, és un important coneixedor de la societat xinesa.